# Ilja Walerjewitsch Bykowski
Ilja Walerjewitsch Bykowski (russisch Илья Валерьевич Быковский; * 16. Februar 2001 in Ljuberzy) ist ein russischer Fußballspieler.

## Karriere

### Verein
Bykowski begann seine Karriere bei Spartak Moskau. Im Februar 2019 wechselte er zu Arsenal Tula. Nach einem Jahr in der Jugend Arsenals zog er im Februar 2020 weiter zur U-19 von Ural Jekaterinburg. Zur Saison 2020/21 rückte er in den Kader der zweiten Mannschaft Urals. In seiner ersten Saison kam er zu 22 Einsätzen in der Perwenstwo PFL. Im Mai 2022 stand er erstmals im Kader der Profis Urals, kam aber noch nicht zum Einsatz. Für Ural-2 spielte er 24 Mal in der dritthöchsten Spielklasse.
Im Juli 2022 debütierte der Außenverteidiger dann gegen den FK Krasnodar für Ural in der Premjer-Liga. In der Saison 2022/23 kam er insgesamt zu sieben Einsätzen für Ural im Oberhaus. Zur Saison 2023/24 kehrte er zum Zweitligisten Arsenal Tula zurück, bei dem er bereits in der Jugend gespielt hatte.

### Nationalmannschaft
Bykowski spielte zwischen 2018 und 2020 14 Mal für russische Jugendnationalauswahlen.